# Simulium kaffaense
Simulium kaffaense är en tvåvingeart som beskrevs av Hadis, Wilson, Cobblah och Boakye 2005. Simulium kaffaense ingår i släktet Simulium och familjen knott.
Artens utbredningsområde är Etiopien. Inga underarter finns listade i Catalogue of Life.